# Plataforma Solar de Tabernas

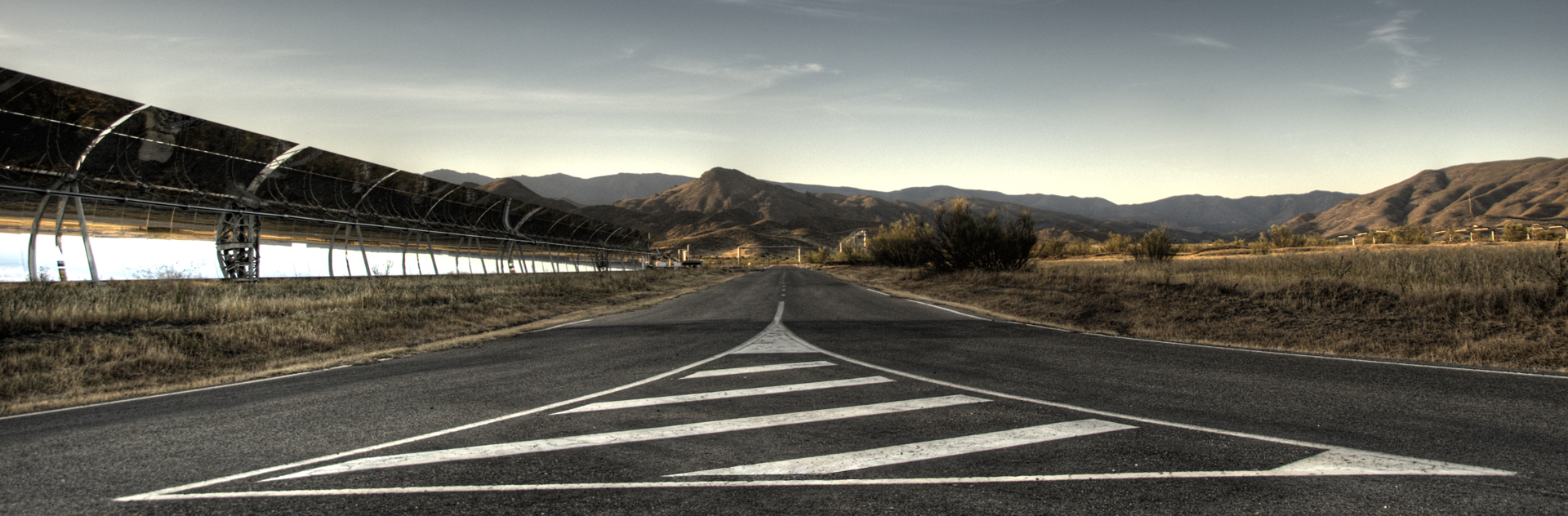
La Plataforma Solar.

La  Plataforma Solar de Almería es un centro de investigación de tecnologías solares de concentración dependiente del Centro de Investigaciones Energéticas, Medioambientales y Tecnológicas (CIEMAT) situado en Tabernas (carretera de Senés, kilómetro 4.5 04200) en la provincia de Almería.

## El proyecto

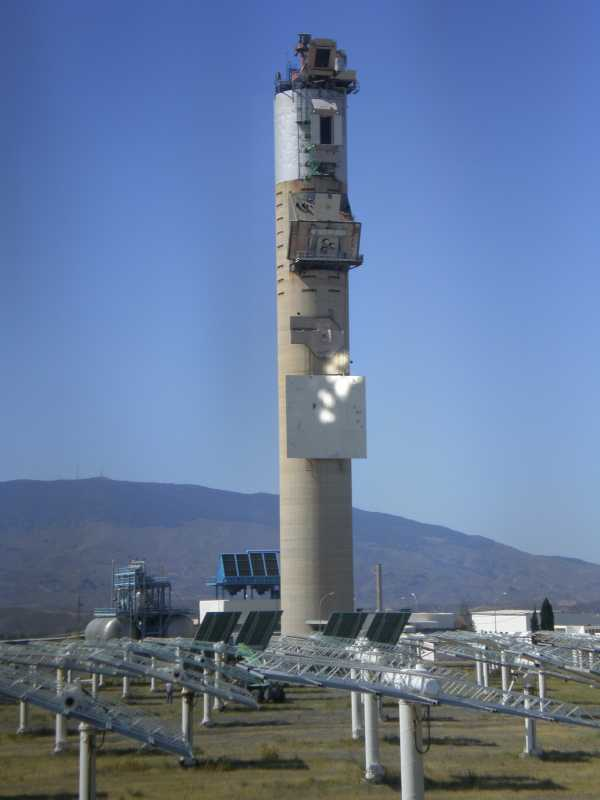
Torre Principal de la Plataforma Solar

En 1973 y a raíz de la guerra de Yom Kipur entre Israel y sus países vecinos árabes se provocó una crisis del petróleo con subidas descontroladas de su coste. Esto despertó el interés de los países industrializados de Occidente por la energía solar, como fuente alternativa que podía disminuir la dependencia del petróleo. Y se empezaron a desarrollar los sistemas termosolares de primera generación.
En 1977 se iniciaron las obras para la construcción de la Plataforma Solar, para cuyo emplazamiento se tuvieron en cuenta ciertos factores como las condiciones del terreno y las condiciones climáticas y de insolación del lugar. Se eligió la llanura entre las sierras de Filabres y Alhamilla, junto al municipio de Tabernas (Almería). Una amplia llanura protegida de fuertes vientos, sin elevaciones montañosas a este y oeste, con muy baja pluviometría y una buena insolación a más de 500 m de altura.  
La Agencia internacional de la Energía lidera el proyecto y en 1981 se inaugura la Plataforma Solar de Almería. Se inicia la demostración de la viabilidad técnica de la energía termosolar de concentración como fuente de energía eléctrica.

## Periodo 1999-2012

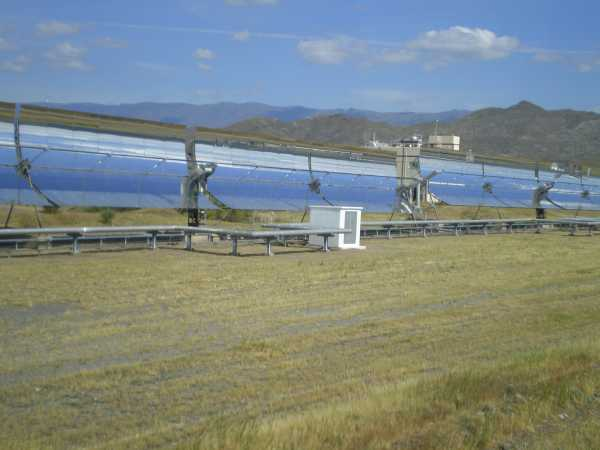
Panel Solar que recoge energía

Con la bajada del precio del petróleo, siete países se retiraron del negocio quedando solamente España y Alemania, que también se retiró en 1999, por lo que solo España en la actualidad sigue al frente del mayor centro de investigación de energía solar de Europa; que en el 2006 celebró su 25 aniversario. 
En todo este tiempo no se podía visitar.
Desde 2006 se han establecido horarios de visitas acompañados de un guía que explica a los visitantes tanto su historia como funcionamiento y principales proyectos que están desarrollando.
La información aquí expuesta es un resumen de las explicaciones que uno de los guías del Centro de Atención de Visitantes, CAV, dio a un grupo que siendo de Tabernas no había tenido la oportunidad de visitar dicha plataforma hasta el año 2008. Desde 2006 a 2010 el Centro LAN estuvo a cargo de las visitas. Durante el periodo del 2010 al 2014 la explotación del CAV estuvo a cargo de Turismo Solar de Almería, TURSOL, con gran éxito en sus visitas guiadas.

## Nuevas instalaciones inauguradas en 2013
En junio de 2013 se inauguraron las instalaciones del proyecto DUKE (Durchlaufkonzept – Entwicklung und Erprobung, en español Concepto “Un-solo-paso” – Desarrollo y Demostración) así como la estación meteorológica para tecnologías solares METAS (Meteorological Station for Solar Technologies).
El proyecto DUKE tiene un coste de 3 millones de euros y es una ampliación del proyecto DISS (Direct Solar Steam, Vapor Solar Directo), una colaboración entre el CIEMAT y la Agencia Aeroespacial Alemana (DLR) iniciada en 1994. Pretende continuar con la investigación de la tecnología de Generación Directa de Vapor (GDV) aplicable en plantas solares con captadores solares cilindroparabólicos. Se genera electricidad a partir de vapor de agua sobrecalentado a 400-500 °C y a la presión de 100 bar, producido directamente en los propios captadores solares a partir del agua líquida.
La nueva estación solar METAS (Meteorological Station for Solar Technologies) es el fruto de la colaboración entre CIEMAT y DLR. Se trata de una instalación conjunta que tiene por objetivo el desarrollo de actividades relacionadas con la medida y la caracterización de la radiación solar para su aprovechamiento energético. La complementariedad entre la estación radiométrica CIEMAT-PSA-BSRN y la estación DLR-AERONET permite mejorar las capacidades ya existentes y posibilitará un mejor conocimiento de la atenuación atmosférica y la evolución de la cubierta nubosa, información crucial para operación y eficiencia de las plantas solares.

## En la actualidad
Más de 20.000 m² de espejos están instalados en un sitio de 400.000 m². Existen varias técnicas probadas en condiciones prácticas, principalmente plantas de energía solar térmica. Hydrosol-2 es una torre de energía solar y un conjunto de helióstatos para recolectar la energía solar térmica.

## Investigación
La actividad investigadora de la Plataforma Solar de Almería se ha estructurado en torno a tres Unidades de I+D+i:              
- Unidad de Sistemas de Concentración Solar.
- Unidad de Desalación Solar.
- Unidad de Tratamiento Solar de Agua.